# Смирнов, Анатолий Владимирович
Анатолий Владимирович Смирнов (род. 17 ноября 1946, Алтайский край, РСФСР) — казахстанский государственный деятель, дипломат.

## Биография
1965—1968 — служба в Советской Армии.
1969—1971 — плотник-каменщик СМУ-2 в г. Щучинск.
1971—1976 — бригадир комплексной бригады строителей, мастер строительного участка ПМК-1712 г. Щучинск.
1976—1980 — слушатель Алма-Атинской высшей партийной школы.
1980—1987 — начальник ПМК 1502, главный инженер, управляющий треста «Тургайсельстрой-15» в Аркалыке.
1987—1988 — первый заместитель председателя Тургайского облисполкома города Аркалык Тургайской области.
1988—1990 — заместитель председателя Кзыл-Ординского облисполкома Кызыл-Орды.
1990—1992 — главный специалист, старший референт отдела строительства и промышленных материалов Совета Министров и Аппарата Президента Казахской ССР.
1992—1995 — вице-президент Государственной холдинговой корпорации «Казэнергостроймонтаж».
1995 — государственный инспектор организационно-контрольного управления Аппарата Президента Казахстана.
1995—1997 — заместитель председателя Государственного Комитета Казахстана по управлению госимуществом.
C 1997 по 16 сентября 1998 года — первый заместитель начальника Департамента по работе с диппредставительствами Министерства иностранных дел Казахстана, директор Департамента по обеспечению деятельности центрального аппарата и загранучреждений МИД РК.
C 16 сентября 1998 по 17 мая 2002 года — вице-министр иностранных дел Казахстана.
C 17 мая 2002 по 24 декабря 2003 года — аким Северо-Казахстанской области.
C 24 декабря 2003 по 11 апреля 2007 года — советник-посланник Посольства Казахстана в России.
C 11 апреля 2007 по 14 октября 2008 года — заместитель министра иностранных дел Казахстана.
C 28 ноября 2008 по 25 января 2012 года — Чрезвычайный и Полномочный Посол Казахстана в Беларуси, Постоянный Представитель при Уставных органах СНГ по совместительству.
Дипломатический ранг — Чрезвычайный и Полномочный Посланник 1-го класса.

## Награды
- Орден «Курмет»
- Медаль «Астана»
- Медаль «10 лет Астане»
- Медаль «10 лет независимости Республики Казахстан»
- Юбилейная медаль «25 лет независимости Республики Казахстан» (2016)[5]
- Медаль «50 лет Целине»
- Медаль «10 лет Конституции Республики Казахстан»
- Медаль «В ознаменование 100-летия со дня рождения Владимира Ильича Ленина»
- Медаль «Ветеран труда»
- Нагрудный знак МИД России «За вклад в международное сотрудничество»
- Почётная грамота Совета Министров Республики Беларусь (20 декабря 2011) — за значительный личный вклад в развитие плодотворного белорусско-казахстанского сотрудничества, проделанную масштабную работу по укреплению дружбы и взаимного уважения между народами Беларуси и Казахстана[6]
- Почётная грамота Национального собрания Республики Беларусь (2 февраля 2012) — за заслуги в укреплении белорусско-казахстанских межгосударственных и межпарламентских связей[7]
- Грамота Содружества Независимых Государств (3 сентября 2011) — за активную работу по укреплению и развитию Содружества Независимых Государств[8]